# Borrenes
Borrenes – gmina w Hiszpanii, w prowincji León, w Kastylii i León, o powierzchni 36,38 km². W 2011 roku gmina liczyła 385 mieszkańców.